# Isotrema
Isotrema, biljni rod iz porodice kopitnjakovki (Aristolochiaceae), dio potporodice Aristolochioideae.
Na popisu je 111 vrsta, uglavnom Istočna Azija, Kina, Indokina; manji broj u Sjevernoj Americi i Meksiku.

## Opis
Isotrema Raf. (Aristolochiaceae) nedavno je uskrsnuo kao rod neovisan o rodu Aristolochia L. (Zhu et al. 2019a). Vrste Isotrema su zapravo one Aristolochia iz podroda Siphisia (Duch.) O.C.Schmidt (Schmidt 1935) i razlikuju se od ostalih Aristolochia po tome što imaju snažno zakrivljen perijant, 3-režnjeviti ginostemij, prašnike uparene na vanjskoj površini svakog segmenta ginostemija i bazipetalno dehizicirajuća kapsula. Ovaj generički koncept slijedi u mnogim kasnijim publikacijama (Li et al. 2019; Zhou et al. 2019; Zhu et al. 2019b, c, d; Cai et al. 2020a; Wang et al. 2020a, b). Iako nekoliko drugih autora i dalje radije svrstava svoje novoopisane vrste pod rod Aristolochia Siphisia (npr. Cai et al. 2020b; Luo et al. 2020; Zhou et al. 2020; Do et al. 2021), od kojih je Isotrema prihvaćena kao jedna sinonima u najnovijem nomenklaturnom pregledu taksona povezanih s Aristolochia Ohi-Toma i Murata (2016.), filogenetski rezultati Zhu et al. (2019a) čine se robusnima zbog opsežnih uzoraka azijskih vrsta i kombinacije molekularnih, kromosomskih i morfoloških podataka.

## Vrste
1. Isotrema annamense (T.V.Do, Wanke & Neinhuis) X.X.Zhu, S.Liao & J.S.Ma
2. Isotrema arborea (Linden) Eb.Fisch.
3. Isotrema asclepiadifolium (Brandegee) X.X.Zhu, S.Liao & J.S.Ma
4. Isotrema austroszechuanicum (C.P.Tsien & C.Y.Cheng ex C.Y.Cheng & J.Linn.Wu) X.X.Zhu, S.Liao & J.S.Ma
5. Isotrema austroyunnanense (S.M.Hwang) X.X.Zhu, S.Liao & J.S.Ma
6. Isotrema baenzigeri (B.Hansen & Phuph.) X.X.Zhu, S.Liao & J.S.Ma
7. Isotrema balansae (Franch.) X.X.Zhu, S.Liao & J.S.Ma
8. Isotrema bambusifolium (C.F.Liang ex H.Q.Wen) X.X.Zhu, S.Liao & J.S.Ma
9. Isotrema bidoupense (T.V.Do) X.X.Zhu, S.Liao & J.S.Ma
10. Isotrema brevilimbum X.X.Zhu, Jun Wang & F.Cao
11. Isotrema bullatum (Pfeifer) X.X.Zhu, S.Liao & J.S.Ma
12. Isotrema californicum (Torr.) H.Huber
13. Isotrema cangshanense X.X.Zhu, H.L.Zheng & J.S.Ma
14. Isotrema cangyuanense X.D.Ma & J.Y.Shen
15. Isotrema cathcartii (Hook.f.) X.X.Zhu, S.Liao & J.S.Ma
16. Isotrema caulialatum (C.Y.Wu ex C.Y.Cheng & J.S.Ma) X.X.Zhu, S.Liao & J.S.Ma
17. Isotrema championii (Merr. & Chun) X.X.Zhu, S.Liao & J.S.Ma
18. Isotrema coadunatum (Backer) X.X.Zhu, S.Liao & J.S.Ma
19. Isotrema compressicaule (Z.L.Yang) X.X.Zhu & S.Liao
20. Isotrema cucurbitifolium (Hayata) X.X.Zhu, S.Liao & J.S.Ma
21. Isotrema cucurbitoides (C.F.Liang) X.X.Zhu, S.Liao & J.S.Ma
22. Isotrema dabieshanense (C.Y.Cheng & W.Yu) X.X.Zhu, S.Liao & J.S.Ma
23. Isotrema dilatatum (N.E.Br.) X.X.Zhu, S.Liao & J.S.Ma
24. Isotrema fangchi (Y.C.Wu ex L.D.Chow & S.M.Hwang) X.X.Zhu, S.Liao & J.S.Ma
25. Isotrema faucimaculatum (H.Zhang & C.K.Hsien) X.X.Zhu, S.Liao & J.S.Ma
26. Isotrema faviogonzalezii (T.V.Do, Wanke & Neinhuis) X.X.Zhu, S.Liao & J.S.Ma
27. Isotrema feddei (H.Lév.) X.X.Zhu, S.Liao & J.S.Ma
28. Isotrema forrestianum (J.S.Ma) X.X.Zhu, S.Liao & J.S.Ma
29. Isotrema fulvicomum (Merr. & Chun) X.X.Zhu, S.Liao & J.S.Ma
30. Isotrema gongchengense (Y.S.Huang, Y.D.Peng & C.R.Lin) X.X.Zhu, S.Liao & J.S.Ma
31. Isotrema grande (Craib) X.X.Zhu, S.Liao & J.S.Ma
32. Isotrema griffithii (Hook.f. & Thomson ex Duch.) C.E.C.Fisch.
33. Isotrema guangdongense Y.S.Chen & Ye C.Xu
34. Isotrema haimingii Y.S.Huang & Yan Liu
35. Isotrema hainanense (Merr.) X.X.Zhu, S.Liao & J.S.Ma
36. Isotrema hei Lei Cai & X.X.Zhu
37. Isotrema hohuanense (S.S.Ying) C.T.Lu & J.C.Wang
38. Isotrema howii (Merr. & Chun) X.X.Zhu, S.Liao & J.S.Ma.
39. Isotrema huanjiangense (Yan Liu & L.Wu) X.X.Zhu, S.Liao & J.S.Ma
40. Isotrema hyperxanthum (X.X.Zhu & J.S.Ma) X.X.Zhu, S.Liao & J.S.Ma
41. Isotrema impudicum (J.F.Ortega) X.X.Zhu, S.Liao & J.S.Ma
42. Isotrema involutum (X.X.Zhu, Z.X.Ma & J.S.Ma) X.X.Zhu, S.Liao & J.S.Ma
43. Isotrema jianfenglingense (Han Xu, Y.D.Li & H.Q.Chen) X.X.Zhu, S.Liao & J.S.Ma
44. Isotrema kaempferi (Willd.) H.Huber
45. Isotrema kechangense (Y.D.Peng & L.Y.Yu) X.X.Zhu, Jun Wang & J.S.Ma
46. Isotrema kunmingense (C.Y.Cheng & J.S.Ma) X.X.Zhu, S.Liao & J.S.Ma
47. Isotrema kwangsiense (Chun & F.C.How ex C.F.Liang) X.X.Zhu, S.Liao & J.S.Ma
48. Isotrema ledongense (Han Xu, Y.D.Li & H.J.Yang) X.X.Zhu, S.Liao & J.S.Ma
49. Isotrema liangshanense (Z.L.Yang) X.X.Zhu, S.Liao & J.S.Ma
50. Isotrema liukiuense (Hatus.) X.X.Zhu, S.Liao & J.S.Ma
51. Isotrema longlinense (Yan Liu & L.Wu) X.X.Zhu, S.Liao & J.S.Ma
52. Isotrema macrophyllum (Lam.) C.F.Reed
53. Isotrema malacophyllum (Standl.) X.X.Zhu, S.Liao & J.S.Ma
54. Isotrema manshuriense (Kom.) H.Huber
55. Isotrema meionanthum (Hand.-Mazz.) X.X.Zhu, S.Liao & J.S.Ma
56. Isotrema melanocephalum (X.X.Zhu & J.S.Ma) X.X.Zhu, S.Liao & J.S.Ma
57. Isotrema molle (Dunn) X.X.Zhu, S.Liao & J.S.Ma
58. Isotrema mollissimum (Hance) X.X.Zhu, S.Liao & J.S.Ma
59. Isotrema moupinense (Franch.) X.X.Zhu, S.Liao & J.S.Ma
60. Isotrema mulunense (Y.S.Huang & Yan Liu) X.X.Zhu, S.Liao & J.S.Ma
61. Isotrema nakaoi (F.Maek.) A.R.Sm.
62. Isotrema neinhuisii (T.V.Do) X.X.Zhu, S.Liao & J.S.Ma
63. Isotrema neolongifolium (J.Linn.Wu & Z.L.Yang) X.X.Zhu, S.Liao & J.S.Ma
64. Isotrema nuichuaense (T.V.Do & Luu) X.X.Zhu, S.Liao & J.S.Ma
65. Isotrema obliquum (S.M.Hwang) X.X.Zhu, S.Liao & J.S.Ma
66. Isotrema ovatifolium (S.M.Hwang) X.X.Zhu, S.Liao & J.S.Ma
67. Isotrema pahsienshanianum C.T.Lu, C.Lan Yang & J.C.Wang
68. Isotrema panamense (Standl.) X.X.Zhu, S.Liao & J.S.Ma
69. Isotrema paracletum (Pfeifer) X.X.Zhu, S.Liao & J.S.Ma
70. Isotrema petelotii (O.C.Schmidt) X.X.Zhu, S.Liao & J.S.Ma
71. Isotrema pilosistylum (X.X.Zhu & J.S.Ma) X.X.Zhu, S.Liao & J.S.Ma
72. Isotrema plagiostomum X.X.Zhou & R.J.Wang
73. Isotrema platanifolium (Klotzsch) X.X.Zhu, S.Liao & J.S.Ma
74. Isotrema pseudocaulialatum (X.X.Zhu, J.N.Liu & J.S.Ma) X.X.Zhu, S.Liao & J.S.Ma
75. Isotrema pseudohei X.X.Zhu, Jun Wang & G.D.Li
76. Isotrema pseudoutriforme (X.X.Zhu & J.S.Ma) X.X.Zhu, Jun Wang & J.S.Ma
77. Isotrema punjabense (Lace) X.X.Zhu, S.Liao & J.S.Ma
78. Isotrema putalengense Luu, Q.B.Nguyen & H.C.Nguyen
79. Isotrema quangbinhense (T.V.Do) X.X.Zhu, S.Liao & J.S.Ma
80. Isotrema saccatum (Wall.) X.X.Zhu, S.Liao & J.S.Ma
81. Isotrema salweenense (C.Y.Cheng & J.S.Ma) X.X.Zhu, S.Liao & J.S.Ma
82. Isotrema sanyaense R.T.Li, X.X.Zhu & Z.W.Wang
83. Isotrema scytophyllum (S.M.Hwang & D.Y.Chen) X.X.Zhu, S.Liao & J.S.Ma
84. Isotrema shimadae (Hayata) X.X.Zhu, S.Liao & J.S.Ma
85. Isotrema singalangense (Korth. ex Ding Hou) X.X.Zhu, S.Liao & J.S.Ma
86. Isotrema sinoburmanicum (Y.H.Tan & B.Yang) X.X.Zhu, S.Liao & J.S.Ma
87. Isotrema stevensii (Barringer) X.X.Zhu, S.Liao & J.S.Ma
88. Isotrema tadungense (T.V.Do & Luu) X.X.Zhu, S.Liao & J.S.Ma
89. Isotrema tanzawanum (Kigawa) X.X.Zhu, S.Liao & J.S.Ma
90. Isotrema thibeticum (Franch.) X.X.Zhu, S.Liao & J.S.Ma
91. Isotrema thwaitesii (Hook.) X.X.Zhu, S.Liao & J.S.Ma
92. Isotrema tomentosum (Sims) H.Huber
93. Isotrema tongbiguanense (J.Y.Shen, Q.B.Gong & Landrein) X.X.Zhu, S.Liao & J.S.Ma
94. Isotrema tonkinense (T.V.Do & Wanke) X.X.Zhu, S.Liao & J.S.Ma
95. Isotrema transsecta Chatterjee
96. Isotrema tricaudatum (Lem.) H.Huber
97. Isotrema utriforme (S.M.Hwang) X.X.Zhu, S.Liao & J.S.Ma
98. Isotrema vallisicola (T.L.Yao) X.X.Zhu, S.Liao & J.S.Ma
99. Isotrema veracruzanum (J.F.Ortega) X.X.Zhu, S.Liao & J.S.Ma
100. Isotrema versicolor (S.M.Hwang) X.X.Zhu, S.Liao & J.S.Ma
101. Isotrema vuquangensis (T.V.Do) Luu, Q.B.Nguyen & H.C.Nguyen
102. Isotrema wardianum (J.S.Ma) X.X.Zhu, S.Liao & J.S.Ma
103. Isotrema weixiense (X.X.Zhu & J.S.Ma) X.X.Zhu, S.Liao & J.S.Ma
104. Isotrema wenshanense (Lei Cai, D.M.He & Z.L.Dao) X.X.Zhu, Jun Wang & J.S.Ma
105. Isotrema westlandii (Hemsl.) H.Huber
106. Isotrema wuanum (Zhen W.Liu & Y.F.Deng) X.X.Zhu, S.Liao & J.S.Ma
107. Isotrema xuanlienense (N.T.T.Huong, B.H.Quang & J.S.Ma) X.X.Zhu, S.Liao & J.S.Ma
108. Isotrema yachangensis (B.G.Huang, Yan Liu & Y.S.Huang) Luu, Q.B.Nguyen & H.C.Nguyen
109. Isotrema yangii (X.X.Zhu & J.S.Ma) X.X.Zhu, Jun Wang & J.S.Ma
110. Isotrema yujungianum (C.T.Lu & J.C.Wang) X.X.Zhu, S.Liao & J.S.Ma
111. Isotrema yunnanense (Franch.) X.X.Zhu, S.Liao & J.S.Ma